# Alute
Alute (ur. 25 lipca 1854, zm. 27 marca 1875) – chińska cesarzowa, małżonka Tongzhi.
Pochodziła ze znanego mongolskiego lub mandżurskiego rodu. Jej ojcem był Chong Qi, jeden z wychowawców cesarza Tongzhi i członek Akademii Cesarskiej. Stryjowie ze strony ojca służyli w oddziałach Ośmiu Chorągwi. Otrzymała klasyczne wykształcenie – orientowała się w klasycznych tekstach konfucjańskich, dobrze opanowała sztukę kaligrafii. Monarchę poślubiła 16 października 1872. Niemal natychmiast po tym wydarzeniu doszło do pierwszej sprzeczki między Cixi a młodą władczynią. Niechęć między kobietami stopniowo się pogłębiała. Dawna regentka, obawiając się utraty wpływów, usiłowała skłonić syna do zainteresowania się nałożnicami, poleciła także eunuchom zorganizowanie szeregu erotycznych rozrywek dla monarchy. Wysiłki te okazały się jednak bezskuteczne. Pozycja Alute u boku cesarza systematycznie się umacniała. W ciągu ostatnich miesięcy jego życia troskliwie się nim opiekowała, co wpłynęło jeszcze na wzmocnienie więzi między małżonkami. Krótko przed śmiercią Tongzhi wydał edykt, w którym powierzył jej regencję. Nie został on jednak wprowadzony w życie, zniszczyła go bowiem Cixi.
Alute zmarła w niewyjaśnionych okolicznościach (być może popełniła samobójstwo zażywając dużą dawkę rtęci) kilka miesięcy po mężu.